# ايه دبليو أي ليمتد

شعار الأسترالية للاستكشاف في جميع أنحاء العالم

ايه دبليو أي ليمتد (AWE) هي شركة إنتاج لنفط وغاز مقرها في أستراليا، ولها موارد في أستراليا وإندونيسيا ونيوزيلندا. منذ مايو 2018، أصبحت شركة تابعة مملوكة بالكامل لمجموعة ميتسوي اليابانية وشُطبت من بورصة أستراليا.

## روابط خارجية
- الموقع الرسمي
- مقالة جوجل المالية